# Michael Knauth (Künstler)
Michael Knauth (* 11. Februar 1974 in Annaberg-Buchholz) ist ein deutscher bildender Künstler.

## Leben
Zwischen 1990 und 1993 absolvierte Knauth eine Ausbildung als Tischler. 1997 begann er am privaten Institut für Ausbildung in bildender Kunst und Kunsttherapie in Bochum sein Studium der Malerei und Grafik, welches er im Jahr 2002 abschloss. Anfangs als Maler tätig, konzentrierte er sich seit 2003 auf Konzepte. Im selben Jahr war er Gründungsmitglied der Künstlergruppe Querschlag gemeinsam mit Dirk Hanus, Peter Piek und Michael Goller. Seit 2007 wohnt und arbeitet er in Gornsdorf und Chemnitz.
Michael Knauth beteiligte sich an zahlreichen Ausstellungen des PPZK – Peter Piek Zentrums für Kultur, einer 2002 gegründeten Produzentengalerie, welche 2003 nach Leipzig übersiedelte.

## Werke
2007 realisierte er in der St. Ignatius Kirche im tschechischen Chomutov die Installation „Wir sind Gott“, bei welcher 24 aufgeblasene Sexpuppen von der Kirchendecke hingen.

## Einzelausstellungen
- 2003 geblieben – PPZK – Peter Piek Zentrum für Kultur, Leipzig
- 2005 Heck-Art-Galerie Kunst für Chemnitz e. V., Chemnitz

## Gruppenausstellungen
- 2000 Städtische Galerie, Hefei (China), 2000
- 2001 „Entrée“ – Weise Galerie und Kunsthandel, Chemnitz
- 2002 „5x5“ – Neue Sächsische Galerie, Chemnitz
- 2003 "3 Senkrecht – PPZK – Peter Piek Zentrum für Kultur, Leipzig
- 2005 „Paintboxes“ – Heck-Art-Galerie Kunst für Chemnitz e. V., Chemnitz
- 2005 Galerie im Kunsthaus Mitte, Berlin
- 2006 „Querschlag IV“ – Galerie Westerheide, Ranis
- 2007 Galeria Szyb Wilson, Katowice (Polen), 2007
- 2009 Fotomuseum Görlitz, Görlitz
- 2022 „Ehrenfriedersdorfer Bergbau im Spiegel der Kunst“, Museum Zinngrube Ehrenfriedersdorf
- 2024 „HUMAN WAY“ mit Breath with me / Jeppe Hein, – Lostplace Convention, Jahnsdorf
- 2024 „Geschichten und Bilder von ost- und westdeutschen Bergbaulandschaften seit den späten 1980er-Jahren.“  – Deutsches Bergbau-Museum Bochum